# Flugplatz Rangsdorf

i7
i11
i13
Der Flugplatz Rangsdorf ist ein ehemaliger Flugplatz in der Gemeinde Rangsdorf im brandenburgischen Landkreis Teltow-Fläming, dessen Flugfeld und Gebäude größtenteils unter Denkmalschutz stehen. Er entstand 1935–1936 als Wasser- und Landflughafen für den zivilen Luftsport (Reichssportflughafen), dem eine Flugschule und das Betriebsgelände der Bücker Flugzeugbau angegliedert waren. Ab 1939 offiziell durch die Luftwaffe genutzt, war das Gelände 1945–1994 von den Sowjetischen Luftstreitkräften belegt. Teile des Areals werden heute privat und als Schule mit Internat genutzt, Hallen und Flugfeld sollen in den kommenden Jahren im Rahmen eines Konversionsprojektes in einen neuen Ortsteil mit Wohnungen, sozialen Einrichtungen und Freizeiteinrichtungen verwandelt werden.

## Geschichte

### Entstehung des Flugplatzes
Die Geschichte des Flugplatzes beginnt im Jahre 1935, als das Reichsluftfahrtministerium eine unbebaute Teilfläche im Südosten des ehemaligen Spiekermann'schen Rittergutes im Süden Rangsdorfs gegen Entschädigung enteignen ließ. Bisheriger Inhaber der Fläche war die Gemeinde Rangsdorf, die es wiederum 1927 aus der Konkursmasse des Rittergutes erworben hatte. Das NS-Regime sah vor, auf dem Gelände direkt westlich der Bahnstrecke Berlin–Dresden einen neuen Land- und Wasserflughafen für die Flugsportveranstaltungen im Rahmen der Olympischen Sommerspiele 1936 in Berlin sowie eine Flugschule anzulegen. Die verkehrsgünstige Nähe zur Reichshauptstadt und zum Rangsdorfer See sowie die flache Beschaffenheit des Geländes boten dafür ideale Voraussetzungen. Zeitgleich verlegte die Bücker Flugzeugbau, Entwickler und Hersteller von Sportflugzeugen, sehr zum Wohlwollen des Ministeriums und mit dessen Förderung seine Zentrale und Fertigung von Berlin-Johannisthal nach Rangsdorf, genauer gesagt in den östlichen Teil des enteigneten Grundes. Ihre Mitarbeiterinnen und Mitarbeiter erhielten am damaligen Südkorso (heute Walther-Rathenau-Straße) eigene Betriebswohnungen.
Für die Entwürfe des Bücker-Verwaltungsgebäudes, der Haupthalle, der ersten Einfliegerhalle (1939 abgebrannt) und einer Garagenanlage zeichnete das Rostocker Büro von Herbert Rimpl verantwortlich, der zu den führenden Industriearchitekten der NS-Zeit zählte. Als für das Projekt abgestellter Planer fungierte Otto Meyer-Ottens, der zuvor als Chefarchitekt bei Walter Gropius gearbeitet hatte. Die Planungen für die zentralen Einrichtungen des Flughafens, die Gebäude der Reichssportfliegerschule und des Aero-Clubs von Deutschland am Seeufer dagegen übernahm Ernst Sagebiel, der zeitgleich mit den Entwürfen für den Flughafen Berlin-Tempelhof befasst war.  

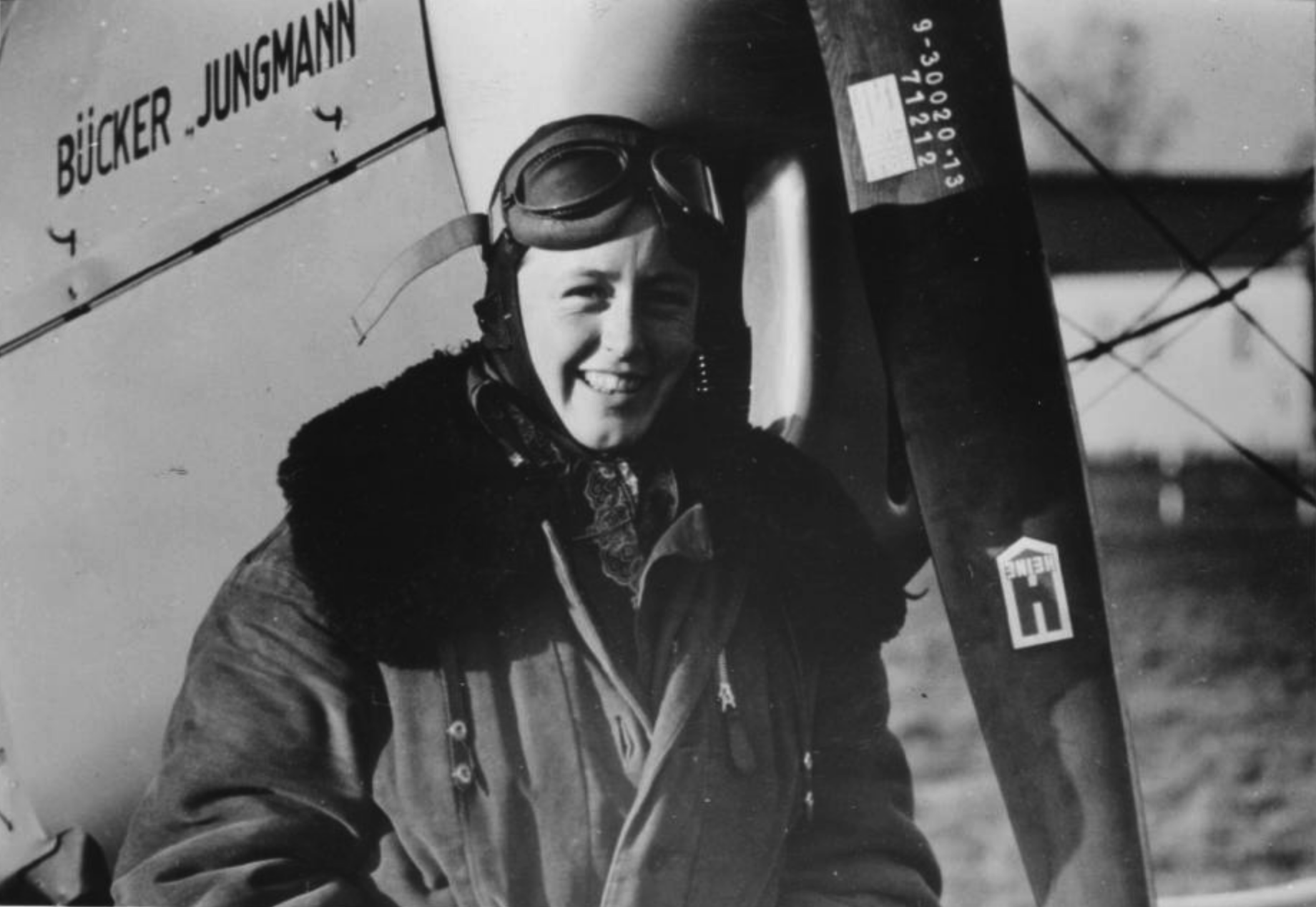
Beate Uhse (damals Köstlin) auf dem Flugplatz Rangsdorf, 1937

Nach kurzer Bauzeit konnte der Reichssportflughafen Rangsdorf rechtzeitig zu den Spielen am 30. Juli 1936 für den allgemeinen Sportflugverkehr freigegeben werden. Während der Spiele fand unter anderem ein international vielbeachteter Sternflug mit dem Zielflugplatz Rangsdorf statt, der zeitgleich am 30. Juli beendet wurde. In der Folgezeit hoben viele große Flugpioniere und Sportflieger in Rangsdorf ab. Dazu gehörten Elly Beinhorn und ihr Ehemann Bernd Rosemeyer. Heinz Rühmann startete seine Flüge zeitweise von hier und Beate Uhse lernte auf dem Flugplatz Rangsdorf das Fliegen. Sie war bei den Bücker-Werken als Ein- und Überführungsfliegerin beschäftigt.

### Zweiter Weltkrieg
Im Zweiten Weltkrieg wurde der Flugplatz zum Fliegerhorst umfunktioniert, auf dem Verbände der Luftwaffe stationiert waren. Die Bücker-Werke, die ihre Forschung und Produktion schon zuvor in die Dienste der Luftwaffe gestellt hatten, entwickelten und fertigten Flugzeugteile für die Rüstungsindustrie. Bis 1940 wurde das Areal unter Leitung des Berliner Architekten Otto Werner um weitere Hallen und Nebengebäude ergänzt, darunter eine Endmontage-Halle am Flugfeld und eine Halle für geheime militärische Projekte. Im Winter 1939/40 übernahm Rangsdorf zeitweise die Funktion des Verkehrsflughafens Berlin-Tempelhof.

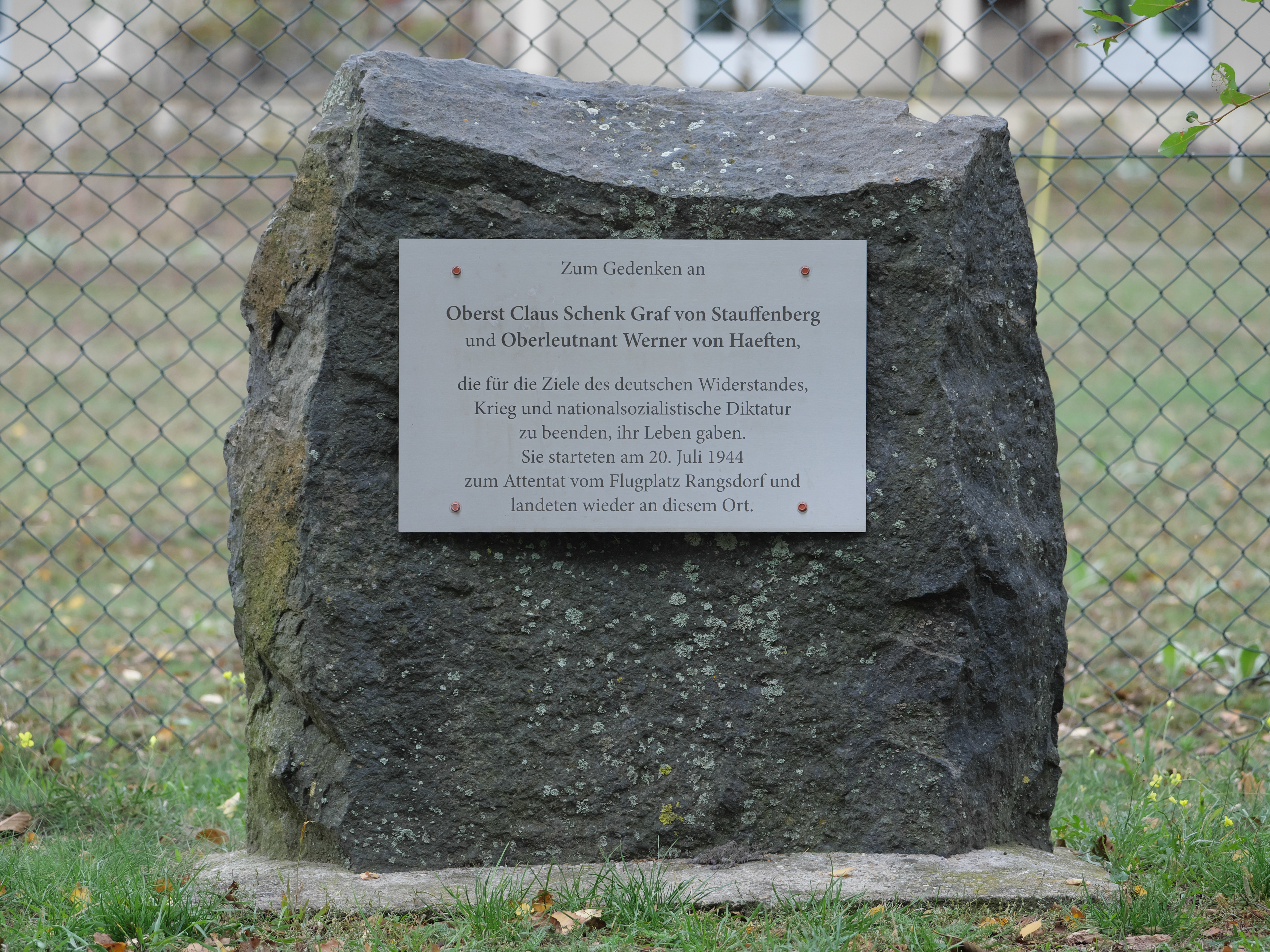
Gedenktafel für Claus Schenk Graf von Stauffenberg und Werner von Haeften am Rangsdorfer See

Am 20. Juli 1944 um 7 Uhr startete von hier aus Claus Schenk Graf von Stauffenberg mit seinem Adjutanten Werner von Haeften in einer He 111 zum Führerhauptquartier Wolfsschanze bei Rastenburg in Ostpreußen, wo er das Attentat vom 20. Juli 1944 beging. Gegen 15.45 Uhr kehrte er auf den Fliegerhorst Rangsdorf zurück. An das Ereignis erinnert heute ein am ehemaligen Flugplatzgelände aufgestellter Gedenkstein.

### Sowjetische Nutzung

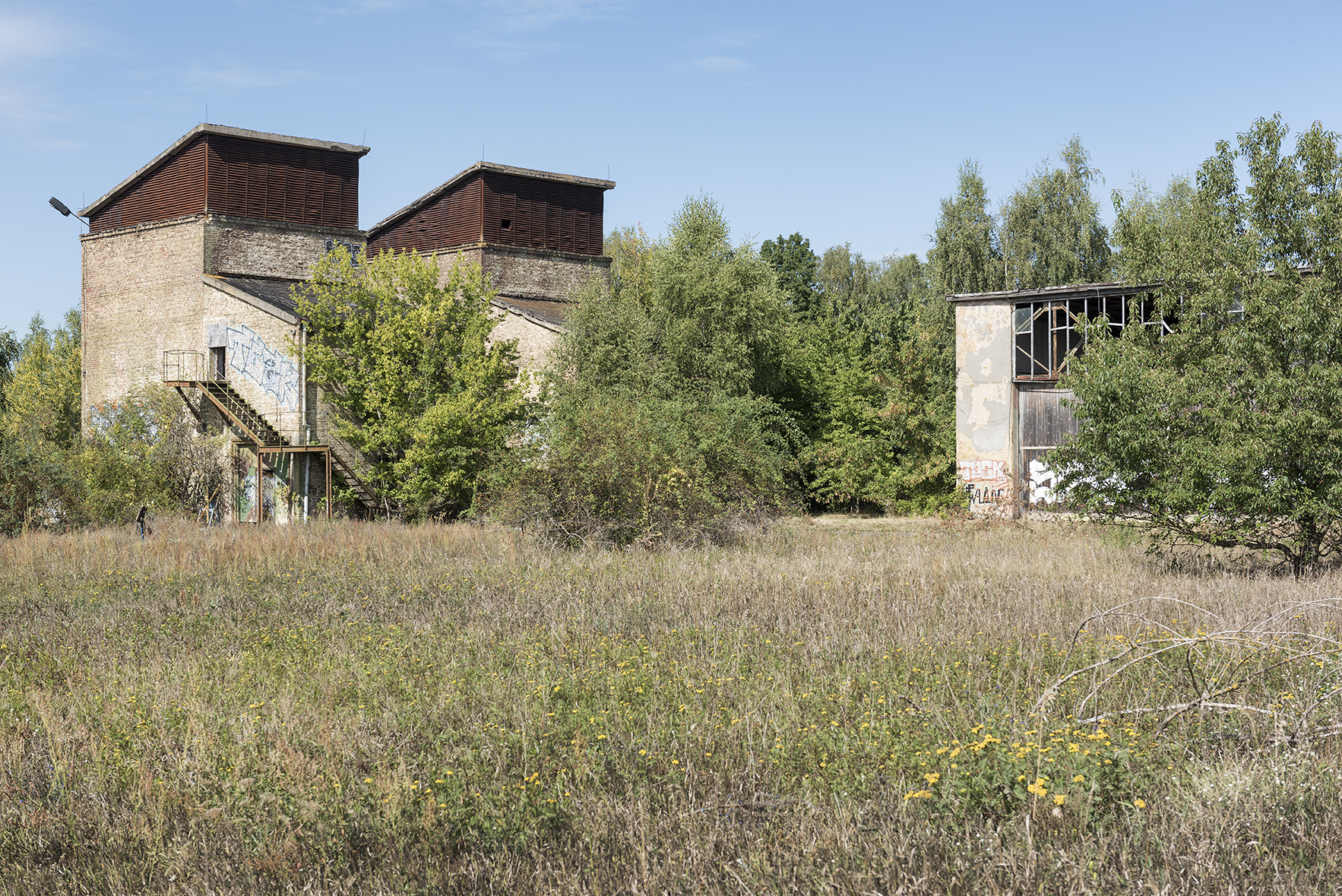
Der im Auftrag der sowjetischen Armee erbaute Motorenprüfstand, 2018

Am 22. April 1945 nahm die Rote Armee den Flugplatz und die Bücker-Werke kampflos ein. Zurückgelassene deutsche Flugzeuge und Flugzeugteile wurden bald darauf beschlagnahmt, das Inventar der Fabrik sowie drei ganze Hallen demontiert und vermutlich in die Sowjetunion verbracht. Nach Kriegsende wurde das Gelände bis zum Abzug der sowjetischen Truppen im Jahre 1994 weiterhin von Einheiten der 16. Luftarmee genutzt – zunächst bis 1946 als Standort verschiedener Jagdfliegereinheiten der sowjetischen Luftstreitkräfte, später für die Instandhaltung von Militärhubschraubern. Ab 1946 wurde in den Gebäuden eine Reparaturwerkstatt für Flugzeugmotoren und Triebwerke sowie ein Flugzeug-Instandsetzungswerk (ARS) eingerichtet. Im Zuge des sowjetischen Truppenabzugs aus Deutschland verschrottete man 1990–1993 etwa 200 nicht mehr überführungsfähige Flugzeuge und Hubschrauber. Der Flugplatz und seine Bauten gingen anschließend in das Eigentum des Bundes. Im Jahr 1999 übernahm die Gemeinde Rangsdorf dann die ehemaligen Werkswohnhäuser an der Walther-Rathenau-Straße, während Werksgelände und Flughafenbauten in das Eigentum des Landes Brandenburg unter Verwaltung des Brandenburgischen Landesbetriebs für Liegenschaften und Bauen (BLB) wechselten.

### Jahre des Verfalls

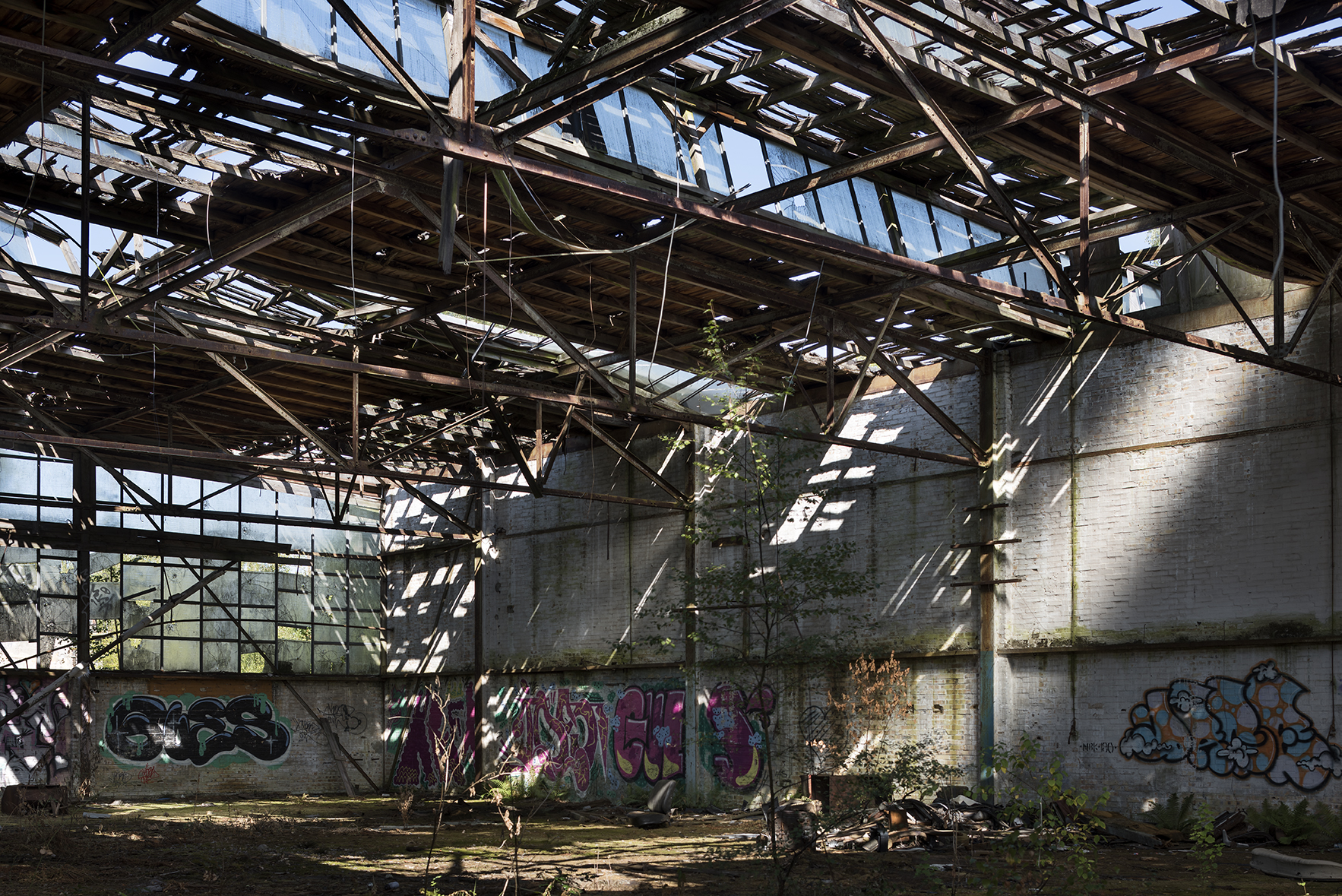
Innenansicht des sogenannten „Sonderbaus“ mit eingestürztem Dach, 2018

Im Jahr 1995 nahm das Brandenburgische Landesamt für Denkmalpflege das Flugfeld, das frühere Vereinsheim des Aero-Clubs am Rangsdorfer See, das Sozial- und das Kantinengebäude, die vier erhaltenen Hallen aus der NS-Zeit und die Wohnhäuser für Werksangehörige an der Walther-Rathenau-Straße in die Denkmalliste auf. Seit 2012 steht auch der ehemalige Betriebssportplatz unter Denkmalschutz. Begründet wurde dieser Schritt mit der hohen nationalen und internationalen historischen und architekturgeschichtlichen Bedeutung der Anlage als Zentrum der Sportfliegerei im Deutschen Reich, aber auch des mehr oder minder verdeckten Wiederaufbaus der Luftwaffe, mit der das NS-Regime entgegen den Bestimmungen des Versailler Vertrages Vorbereitungen für den Zweiten Weltkrieg traf. Die einzigartige Verbindung von Wasser- und Landflughafen, Flugschule und Flugwerft mit Werkssiedlung offenbart die damaligen engen Verflechtungen zwischen ziviler und militärischer Luftfahrt und der Rüstungsindustrie. Die gewaltigen Hallenbauten mit ihren feingliedrigen freitragenden Skelettkonstruktionen sind anschauliche und mittlerweile seltene Zeugnisse des Industriebaus der NS-Zeit, der sich an Vorbildern der Klassischen Moderne orientierte.
Eine Nachnutzung für die Gebäude fand sich – von den Werkswohnhäusern abgesehen – zunächst nicht. Die Bauten, die schon während der sowjetischen Periode aufgrund des ständigen Materialmangels nur notdürftig hatten in Stand gehalten werden können, nahmen in der Folgezeit durch Witterungseinflüsse und Vandalismus zusätzlichen Schaden. Weite Teile der zurückgelassenen Einrichtung wurden entwendet, die Dächer der Hallen und Nebengebäude stürzten teilweise ein.
Durch Teilverkäufe des Geländes konnten ab der Jahrtausendwende einige Gebäude einem neuen Zweck zugeführt und restauriert werden: Im Jahr 2000 eröffnete im Haus des Aero-Clubs und seinen Nebengebäuden die privat geführte Seeschule, ein Ganztagsgymnasium mit angeschlossenem Internat. 2006 erwarb das Künstlerehepaar Maja Körner und André Butzer den nordöstlichen Teil des Bücker-Werksgeländes und ließ das Kantinen- und Verwaltungsgebäude sowie den Sozialbau nach Plänen der Berliner Architekten Jo Sollich und Anna Weichsel als Wohnhaus und Atelier umbauen. Derzeit wird ein kleiner Teil des Flugfeldes von der Modellbaugruppe des Fördervereines Bücker-Museum Rangsdorf e. V. als Modellflugplatz genutzt. Der Verein, der sich der Erforschung und der Vermittlung der Geschichte des Flugplatzes und der Bücker-Werke widmet und regelmäßig Führungen über das ansonsten abgesperrte Flugplatzgelände anbietet, betrieb lange Jahre an der Seepromenade das Bücker-Luftfahrt- und Europäisches Eissegel-Museum, das jedoch 2016 schließen musste.

### Geplante Konversion
Im Jahr 2018 erwarb eine Projektgesellschaft, die durch Erik Roßnagel vertretenen Nürnberger terraplan-Gruppe, die auf die Umnutzung und Sanierung von unter Denkmalschutz stehenden Immobilien spezialisiert ist, die Hallen im östlichen Teil des Flugplatzes einschließlich des Flugfeldes. In Zusammenarbeit mit der Gemeinde Rangsdorf plant der Eigentümer, das Gelände des früheren Flugplatzes in einen neuen Ortsteil mit Wohnungen und öffentlichen Einrichtungen zu verwandeln. Aufgrund der nationalen Bedeutung des Konversionsprojektes, die sich aus dem Umfang der Unternehmung sowie der historischen und architekturgeschichtlichen Bedeutung der Anlage ergibt, wird sich die Gemeinde um Zuschüsse aus dem Programm Förderung von Investitionen in nationale Projekte des Städtebaus, das vom Bundesministerium des Innern ausgeschrieben wird, bewerben.
Die Planungen, in die Ideen und Vorschläge aus der Bürgerbeteiligung eingehen sollen, sehen vor, die historischen Hallen im Osten des Geländes nahe der Bahntrasse zu restaurieren und umzunutzen. Sie sollen fortan Wohnungen, eine Schule, eine Sporthalle mit Sportplatz, Gastronomie und Räume für Kultur beherbergen. Im Westen an der Stauffenbergallee ist eine neue Wohnsiedlung angedacht, deren Gestaltung Merkmale der historischen Hallenarchitektur aufnehmen soll. Außerdem ist auf dem Gelände eine neue Heimstatt für das Bücker-Luftfahrt- und Europäisches Eissegel-Museum vorgesehen. Das Flugfeld soll als Grünfläche erhalten bleiben und fortan als öffentlicher Park dienen. Als Fachplaner wirken die Büros van geisten.marfels, Potsdam (Architektur), Margret Hemeier (Landschaftsarchitektur) und die Gesellschaft für Planung (GfP), beide Berlin (Stadtplanung), an dem Projekt mit.

## Der Flugplatz und seine Bauten
Trotz Abbrüchen und Umbauten während der sowjetischen Nutzung sind weite Teile des ehemaligen Reichssportflughafens und der Bücker-Werke erhalten geblieben. Das Gesamtgelände gliederte sich bis 1945 in drei Teile, die noch heute anhand ihrer historischen Bauten zu erkennen sind. Dazwischen errichtete die Sowjetische Armee ab 1945 weitere Bauten. In historischen Hallen nahm man über die Jahrzehnte diverse Umbaumaßnahmen vor, um sie ihrer neuen Funktion als Werkstätten für die Instandhaltung von Flugzeugen und Hubschraubern anzupassen. Mit Ausnahme der bereits umgenutzten Gebäude im Norden und Westen des ehemaligen Flughafens sind die Bauten derzeit in einem schlechten baulichen Zustand.

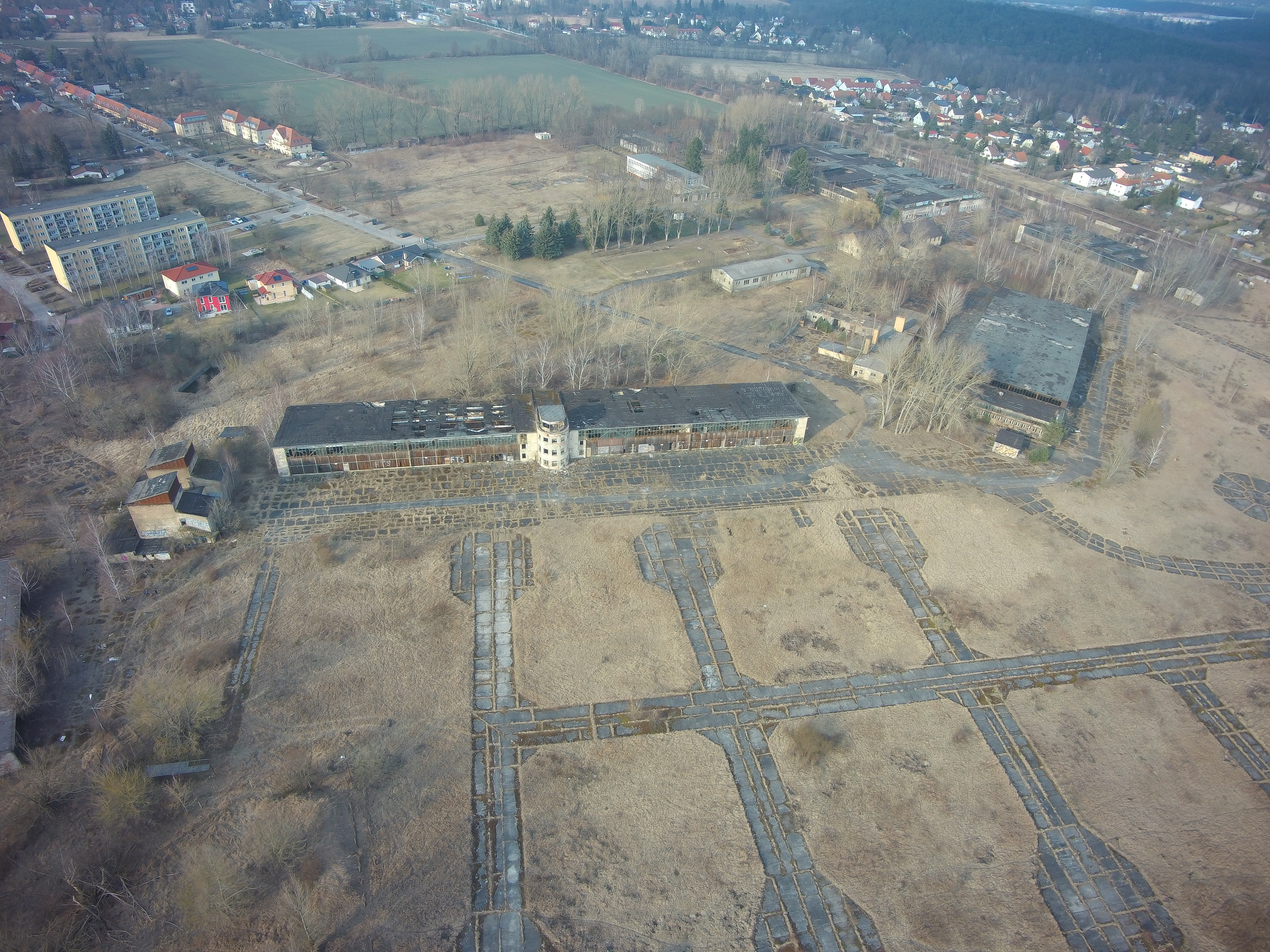
Ansicht des Flugfeldes, der Einfliegerhalle und der Produktionshallen aus der Luft, 2018

### Bücker-Betriebsgelände und Wohnhäuser

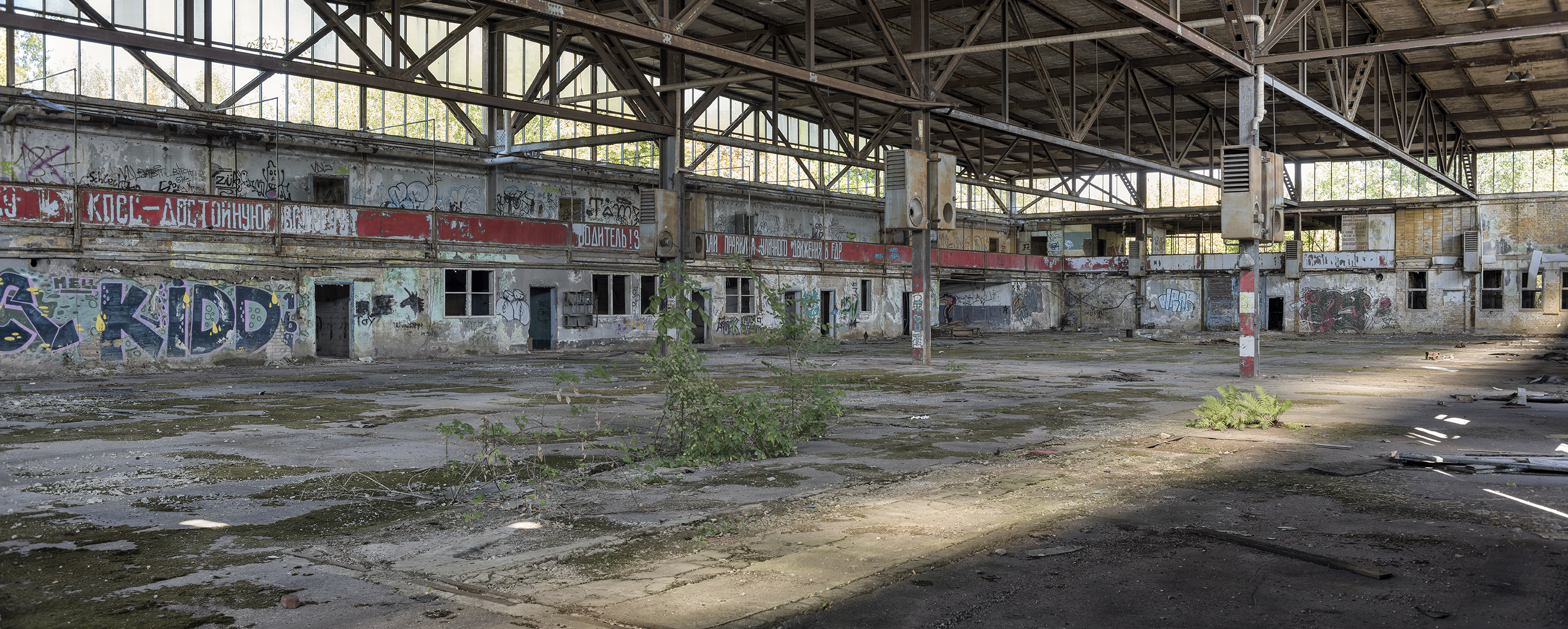
Innenansicht der Endmontagehalle, 2018

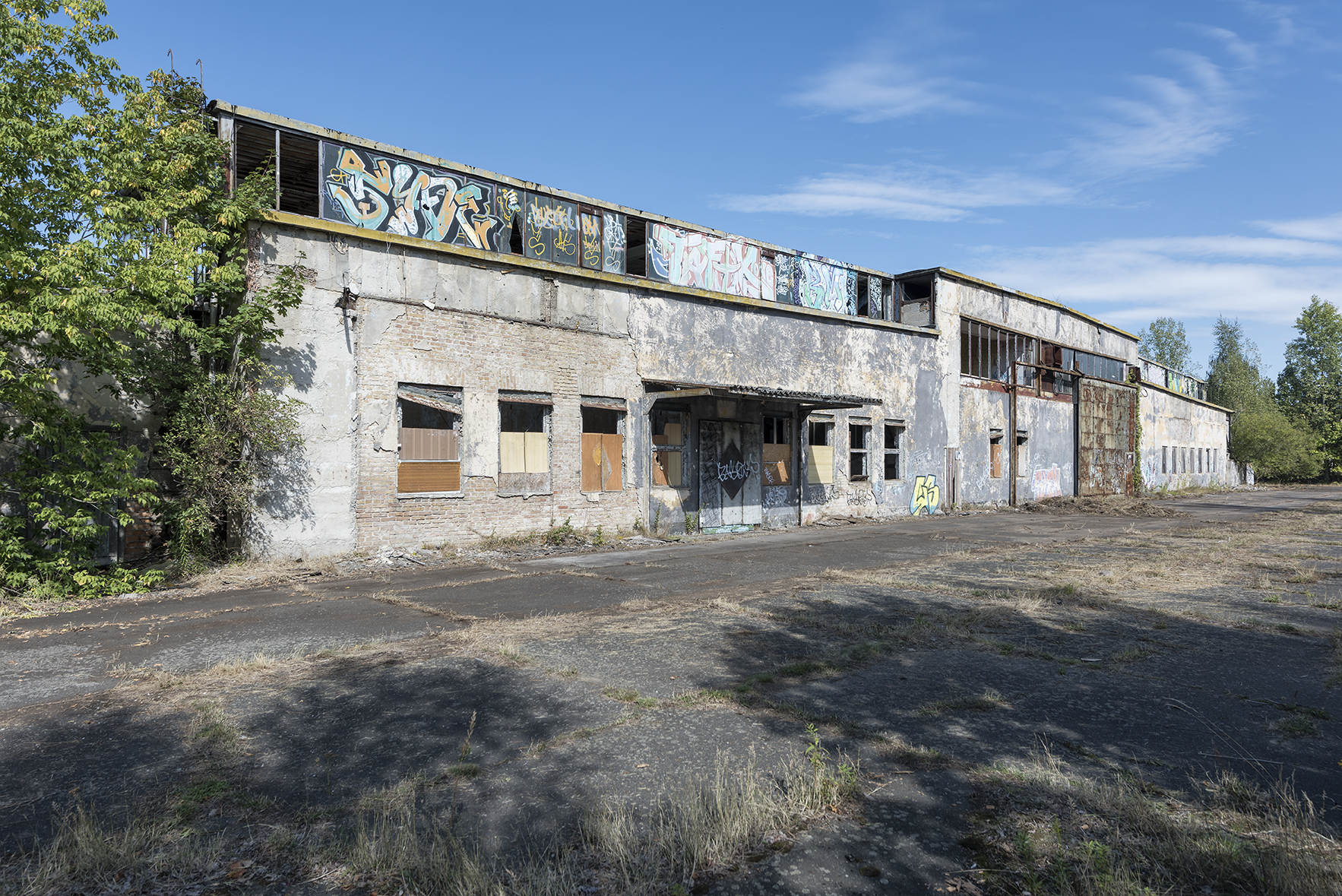
Südfassade der Haupthalle, 2018

Die Verwaltung und Fabrikationsbauten der Bücker Flugzeugbau wurden ab 1935 im östlichen Teil des Flugplatzareals errichtet. Südöstlich der Walther-Rathenau-Straße befinden sich das Wachhaus, das frühere Kantinen- und das Sozialgebäude mit vorgelagertem Betriebssportplatz. Es handelt sich um ein- bis zweigeschossige Putzbauten, deren klare Kubaturen und die schlichte Fassadengliederung und -gestaltung mit Fensterfaschen und filigraner Pfeilervorhalle an Vorbilder des Neuen Bauens erinnern.
Im Osten und Süden dieser Bauten stehen drei gewaltige Hallen, die Bücker für die Entwicklung, Fertigung und Erprobung ihrer Flugzeuge nutzte. Die größte von ihnen, die Haupthalle von 1935, besitzt eine zweischiffige Stahlbetonskelett-Konstruktion mit flachen, verglasten Satteldächern und niedrigen Nebenräumen im Osten und Westen. Weiter südlich liegt die Halle für die Endmontage von 1938, die ihre Front mit holzverlatteten Rolltoren und einem feingliedrigen, verglasten Giebel aus Stahlfachwerk dem Flugfeld zuwendet. Unmittelbar östlich davon liegt der so genannte „Sonderbau“, der 1939–1940 für militärische Geheimprojekte errichtet wurde. Auch diese Halle ist eine freitragende Stahlskelettkonstruktion mit Seitenfassaden in Ziegel-Massivbauweise.
Die Wohnhäuser für die Beschäftigten an der Walther-Rathenau-Straße teilen sich in zwei Gruppen: Im Norden bilden die eingeschossigen, mit einem zusammenfassenden Satteldach bekrönten Reihenhäuser Nr. 61–83 den Übergang zur Siedlungsstruktur des alten Rangsdorfer Ortskerns und der westlich gelegenen Siedlung Klein-Venedig mit ihren zumeist freistehenden Einfamilien- und Doppelhäusern. Im Süden bilden die drei jeweils zweigeschossige und mit hohen Walmdächern abgeschlossene Mehrfamilienhäuser Nr. 85–89 sowie eine Villa (Nr. 91) den Übergang zum Fabrikgelände. Alle Werkswohnhäuser sind als Putzbauten ausgeführt. Ihre Gestaltung greift – wie für den Hausbau der NS-Zeit typisch – traditionelle Elemente des ländlichen Bauens auf, ohne dass ein Bezug auf regionaltypische Bauformen erkennbar wäre.

### Landflughafen

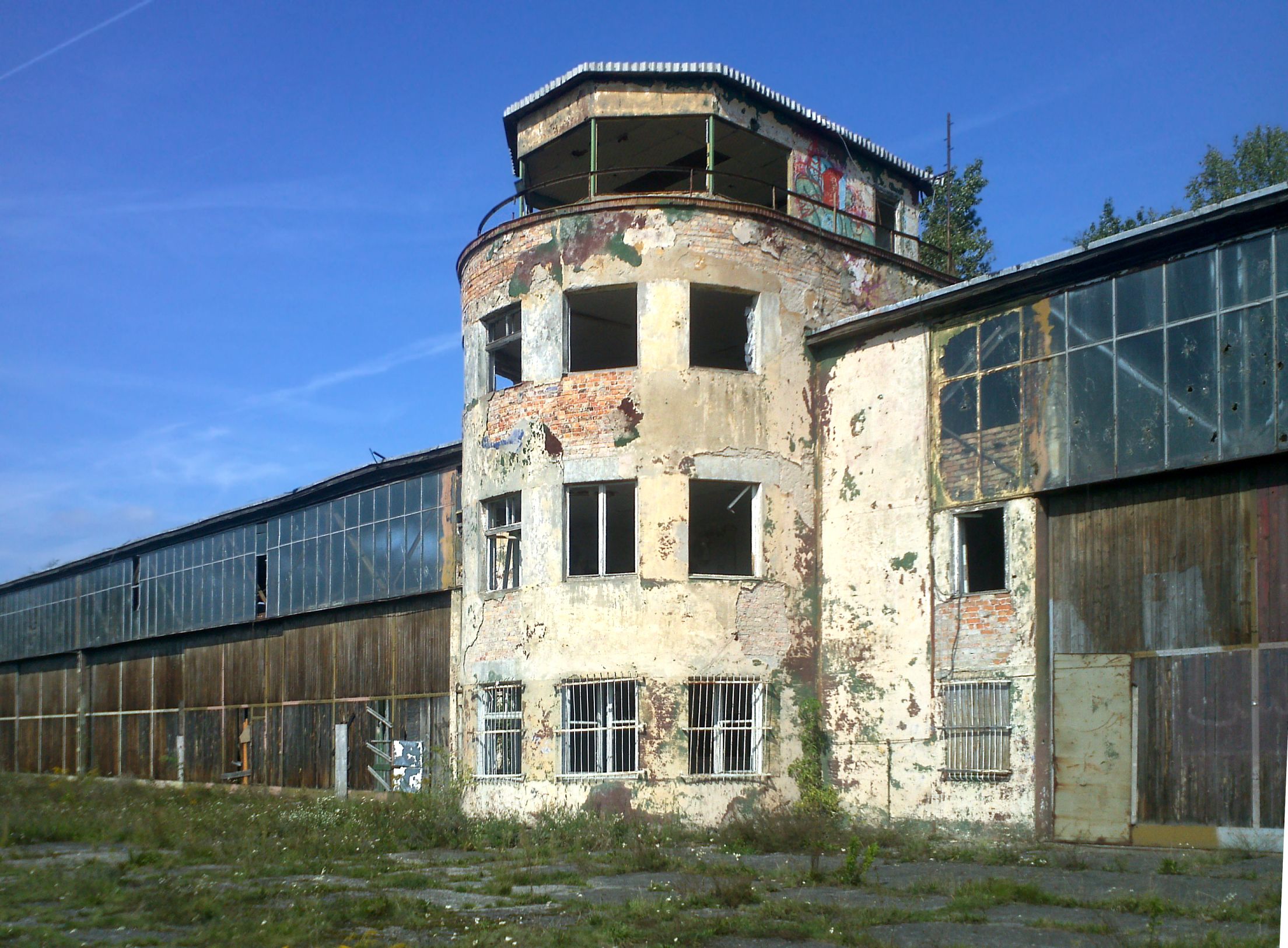
Südfassade der Einfliegerhalle mit Tower, 2011

Kernstück des ehemaligen Reichssportflughafens ist das annähernd kreisrunde Flugfeld. Grund für diese Form war, dass sich die hier eingesetzten Flugzeuge bei Start und Landung an der Windrichtung orientierten. Ein befestigtes Rollfeld gab es nicht, sondern lediglich eine eingeebnete Grasnarbe, die einst regelmäßig gemäht wurde und heute weitgehend verwildert ist. Erst die Sowjetische Luftwaffe legte ab den 1960er Jahren im Norden des Flugfeldes kreisrunde Hubschrauberlandeplätze mit Verbindungswegen aus Betonplatten an.
Von den Flughafenbauten hat sich die neue Einfliegerhalle erhalten. Sie ersetzte 1940 einen Vorgängerbau im Nordosten des Flugfeldes, der im Jahr davor nach einem Unfall mit einem führerlos rollenden Flugzeug abgebrannt war. Die beiden ehemals streng symmetrisch gestalteten Hangars mit verlatteten Rolltoren rahmen den zum Flugfeld hin halbrund vortretenden, verputzten Kontrollturm, dessen abschließende verglaste Plattform erst während der sowjetischen Nutzung ergänzt wurde. Im Südwesten der Halle entstanden in den 1960er Jahren ferner ein Prüfstand für Hubschraubermotoren, ein hochaufragender, unverputzter Ziegelbau mit zwei turmartigen Schornsteinen, ein mit Erdreich überschütteter Bunker und mehrere offene Einstellhallen für Fahrzeuge.

### Wasserflughafen mit Clubhaus
Heute durch jüngere Straßen und Wohnviertel vom übrigen Teil des Flughafengeländes abgetrennt erheben sich am Ostufer des Rangsdorfer Sees an der Seepromenade die frühere Reichssportfliegerschule und das Vereinsheim des Aero-Clubs für Deutschland (Stauffenbergallee 6). Das großzügige Clubhaus mit Terrasse zum See, feingliedrigen Kolonnaden, Putzfassaden und Walmdach trägt die Züge der neoklassizistischen Richtung der NS-Architektur.